# Городская электростанция «Луч»
Городская электростанция «Луч» (Здания «Товарищества электрического освещения Андрей Елтышев и К°») — комплекс зданий электростанции, расположенного по адресу город Екатеринбург, улица Горького, дом 43. Здание электростанции, построенное в 1903—1905 годах, является образцом промышленного сооружения в кирпичном стиле. Двухэтажный флигель — дом служащих электростанции, построенный в 1894 году, является образцом промышленного здания в формах эклектики, расположено в доме 43б. Труба дымовая восьмигранная.

## История здания

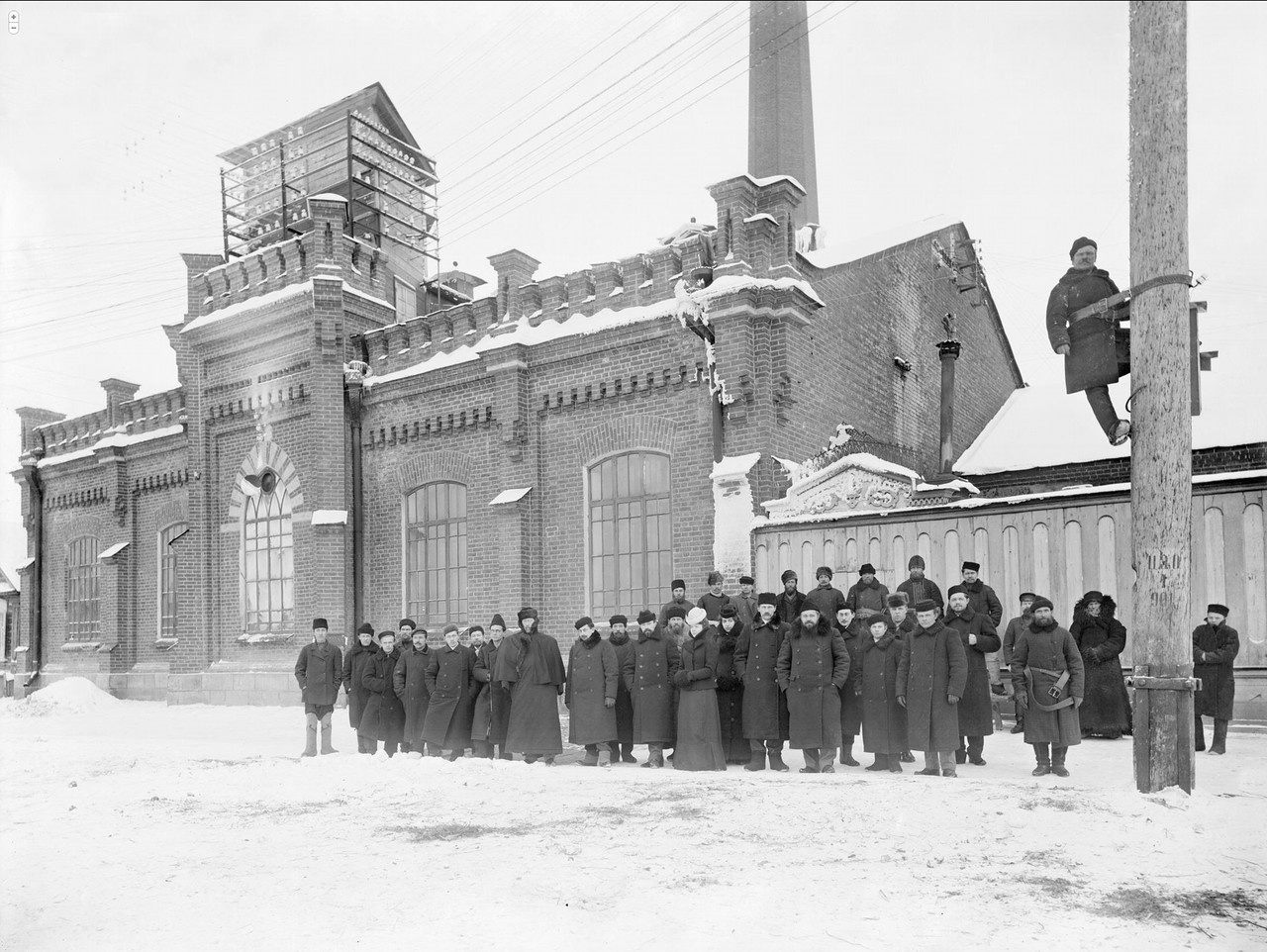
«Товарищество электрического освещения Елтышев и К°»

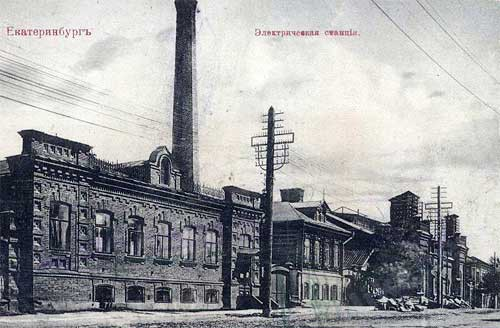
Открытка Электростанции

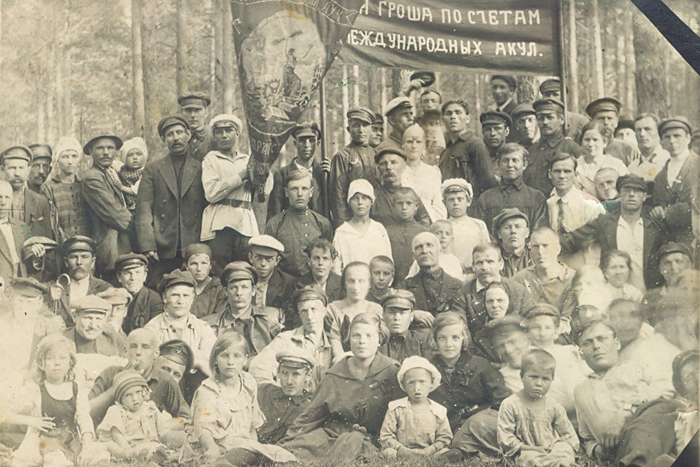
Работники Луча на маёвке в 1925 году

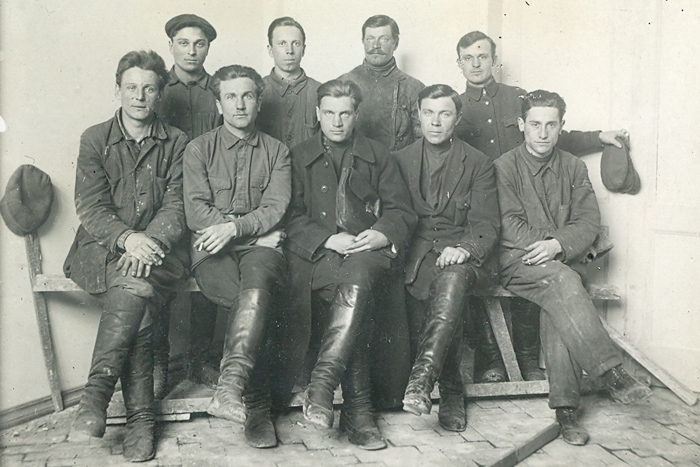
Бригада электромонтажников Луча

В 1894 году выходцы из купеческих семей Андрей Дмитриевич Елтышев и инженер-механик Николай Яковлевич Панфилов организовали «Товарищество электрического освещения в Екатеринбурге А.Елтышев, инженер Н. Панфилов и К» и построили на 2-й Береговой улице (улица Горького) первую городскую электростанцию. Проект разрабатывал Н. Я. Панфилов, архитектором был А. С. Чирковский. Станция работала на дровах, и состояла из парового котла с поверхностью нагрева 1 тысяча 450 квадратных футов, паровой машины системы Вестингауза мощностью в 115 лошадиных сил и динамо-машины в 80 киловатт. В комплекс электростанции входят само здание, двухэтажный флигель и восьмигранная труба на каменном постаменте, примыкающая с юга к зданию.
Первый ток электростанция дала в начале 1895 года, и сразу же товарищество в 1895 году вышло с предложением к Екатеринбургской городской думе о замене керосиновых фонарей электрическими. После принятия решения Городской думы к концу 1895 года в Екатеринбурге появилось 8 электрических фонарей. В 1896 году было установлено ещё 34 электрических фонаря, однако к концу 1896 году количество было уменьшено, использование керосиновых фонарей было дешевле. В 1897 году электростанция перешла к Центральному электрическому обществу в Москве. В 1909 году станция была модернизирована, появились 6 новых паровых машин системы «Бульт», «Карельс» и «Рихард Поле», 3 газовых двигателя, генераторы тока «Пайнер» и «Вестингауз». К главному зданию станции было пристроено правое крыло, и фасад стал асимметричным. Общая мощность электростанции к 1914 году составила 1175 кВт.
В 1922 году к V годовщине Октября электростанция получила название «Луч».
В отчете Свердловского Городского совета рабочих, красноармейских и крестьянских депутатов за 1925—1926 год отмечено, что в 1924 году максимум потребляемой энергии было 820 кВт, в 1925 году уже 1190 кВт при общей мощности машин в 1060 кВт. Производственная программа на 1925—1926 год в 3220 тысяч квч выполнена на 4 133 тыс. квч. Плановая выработка в 59,68 квч/куб.м. дров выполнена на 64,18 квч/куб.м. дров. В связи с дороговизной дров и трудности их получения, электростанция перешла частично на челябинский уголь, что дало экономию в среднем около 5—8 % против дров. Однако уже в 1927 году электростанция «Луч» была остановлена, так как была введена в эксплуатацию современная Свердловская ГЭС, которая обеспечила потребности города.
В 1929 году, когда был пущен первый трамвай, в здании была запущена тяговая подстанция. В 1936 году со стороны улицы Гоголя был сделан пристрой — двухэтажный корпус, который скрыл пьедестал трубы.
В настоящий момент здание занимает подстанция № 1 и энергохозяйство Екатеринбургского трамвайно-троллейбусного управления.

## Революционное движение на Урале и электростанция
В 1897 году «Бельгийское анонимное общество электрического освещения» открыло завод под названием «Центральное электрическое общество в Москве», которое в 1897 году выкупило электростанцию в Екатеринбурге. Первым директором электростанции был назначен Стройновский, а в 1901 году Лев Афанасьевич Кроль, который уже в 1902 году ввёл 8-часовой рабочий день на предприятии. 
В 1902—1905 годах электростанция стала прибежищем Средне-Уральского комитета РСДРП. Подпольщик и член «Восточной группы Уральского союза социал-революционеров и социал-демократов» Сергей Черепанов был поселён во флигеле электростанции. А член ЦК РСДРП Николай Скрипник, устроившись на работу на электростанцию, сформировал «Средне-Уральский комитет РСДРП». В апреле-мае 1903 года большинство членов Восточной группы оказались под арестом и Скрипнику пришлось бежать из Екатеринбурга. На смену были отправлены видные подпольщики Пётр Смидович и Семён Залкинд, которые устроились техническими специалистами на электростанцию, и, получив 200 рублей от Л. Кроля, продолжили партийную работу. Летом 1903 года был организован Среднеуральский комитет (СУК), который объединил несколько местных заводских партийных ячеек. Летом 1904 года была проведена Уральская областная конференция в Нижнем Тагиле, где был создан Общеуральский комитет, объединивший представителей Вятки, Уфы, Перми и Екатеринбурга. А после ареста ряда представителей на электростанцию вновь были отправлены члены ЦК РДСРП Николай Батурин и Никифор Вилонов, которые в 1904 году организовали на электростанции подпольную типографию. В декабре 1904 — январе 1905 года город заполнили агитационные листовки «К новобранцам» и «Ко всем уральским рабочим». 23 января 1905 года вся группа будет арестована, а директору электростанции Л. Кролю пришлось вносить залог за С. Черепанова и поддерживать контакты с Яковым Свердловым. В 1907 году Лев Кроль также основал «Уральское технико-промышленное товарищество», на чей адрес приходит нелегальная литература для Екатеринбургского комитета РСДРП. На электростанции работает и партийный деятель Роман Федорович Загвозкин, чья память была увековечена в 1920-е годы, когда улица, на которой находилась электростанция, была переименована в улицу Рабочего Загвозкина, а в 1969 году на здание электростанции была вывешена мемориальная табличка, указывающая, что «здесь работал Роман Федорович Загвозкин, видный деятель большевистской партии».

## Архитектура
Комплекс зданий электростанции расположен в центре города, в пойме реки Исеть, и состоит из каменного здания электростанции, восьмигранной трубы на кубическом постаменте и двухэтажного полукаменного флигеля. В 1936—1937 годах во дворе электростанции был построен второй двухэтажный корпус, соединённый с главным зданием и включавший в себя пьедестал трубы. Главный фасад здания выходит на красную линию улицы, а северный фасад — во двор соседнего жилого дома, южный и восточный — на территорию электростанции.
Здание имеет прямоугольную форму на чертеже с вынутым северо-западным углом. Главный фасад — асимметричен, декор которого имеет линейные архитектурные формы с двумя выступами, возвышающихся над основным массивом стены. Грани этих углов оформлены лопатками, которые сделаны на массивных постаментах и увенчаны четырёхъярусной ступенчатой выкладкой зубчиков. В плоских нишах выступов расположены стрельчатые окна. Выше расположены два ряда лекального кирпича и прямоугольная филёнка. И над всем этим — многопрофильный карниз и парапет со столбиками по углам. Тот же декор и архитектурные формы на основной части фасада, поверхности которого разделены лопатками, между которыми расположены высокие окна и два дверных проёма. Боковые фасады имеют фронтально-плоскостной вид. Узорочье псевдо-романского стиля с выложенными из лекального кирпича выступает из поля стены. Венчает фасад парапет в виде машикулей. Бревенчатые стены второго этажа поставлены над центральной частью здания и прорезаны часто расставленными окнами. Декор восьмигранной трубы расположен в её пьедестальной части и совпадает с декором главного корпуса. Пьедестал трубы оформлен квадратной филёнкой, в верхней части которой проходит пояс зубчиков под многопрофильным карнизом.
В здании электростанции имеется шесть входов: два — со стороны главного фасада; помещения зального типа с опорными столбами и перегородками на их пересечении образуют ряд подсобных комнат; главный вход с улицы ведёт в зал, в противоположной стене которого имеется дверной проём в коридор с выходом во двор и с лестницей на второй этаж. На втором этаже имеются два небольших помещения, расположенных по сторонам от лестничной площадки, а убранство интерьеров носит современный характер. Здание электростанции представляет собой как образец промышленного сооружения в кирпичном стиле. В здании размещалось «Центральное электрическое общество».
Флигель — дом служащих электростанции — это двухэтажное полукаменное здание, построенное в 1894 году, расположено на участке комплекса электростанции. Западный фасад здания находится на уличной границе комплекса, а восточный фасад обращён к его производственной территории. Прямоугольный объём с вынутым юго-восточным углом. Здание имеет с западной стороны одноэтажную проходную с четырёхскатной кровлей. На фасаде цокольного этажа тёмные стены сруба обшиты горизонтальным тёсом. Западный фасад украшен пластичным декором, имеющая первоначальную трёхчастную фронтальную плоскость. Фасад разделён лопатками на три прясла: боковая — в одну ось, центральная — в три оси. На боках прясла расположены по одному спаренному окну в верхнем этаже, в нижнем справа размещён вход в дом с сохранившейся филенчатой дверью. Лопатки в цокольном этаже выложены из кирпича с квадратными нишами — ширинками. В верхнем этаже плоские лопатки на высоких постаментах покрыты пропильной накладной резьбой на междуэтажном карнизе. Декор цокольного этажа с рамочными наличниками и c замковыми камнями вытянут междуэтажным карнизом, противопоставлен нарядному убранству второго этажа. Окна с крупными наличниками имеют стойки с ушками, высокий прямоугольный сандрик и подоконную полочку. Фасад фриз и многопрофильный карниз сверху. Рельефный фриз из надоконных филёнок и профилированных поясков венчает части лопаток. Декор остальных фасадов утрачено. В цокольном этаже сохранились сводчатые потолки, а верхний этаж состоит из коридорной планировки. Флигель здания являет собой образец вспомогательного промышленного здания в формах эклектики.

## Галерея
|                                       |                                        |                             |                                            |                                          |
| Здание городской электростанции «Луч» | Флигель городской электростанции «Луч» | Восьмигранная дымовая труба | Второй двухэтажный пристрой 1936—1937 года | Здание находится под охраной государства |